# Chalcothea resplendens
Chalcothea resplendens är en skalbaggsart som beskrevs av Hippolyte Louis Gory och Achille Rémy Percheron 1833. Chalcothea resplendens ingår i släktet Chalcothea och familjen Cetoniidae. Inga underarter finns listade i Catalogue of Life.